# Тлапеуала
Тлапеуала (исп. Tlapehuala) — город в муниципалитете Тлапеуала Мексики, входит в штат Герреро.